# Discografia dei Söhne Mannheims
Questa pagina contiene l'intera discografia dei Söhne Mannheims dagli esordi fino ad ora.

## Album di studio
| Anno | Album               | Classifica | Classifica | Classifica | Vendite  | Certificazione                                                                                            |
| Anno | Album               | GER        | AUS        | SVI        | Vendite  | Certificazione                                                                                            |
| ---- | ------------------- | ---------- | ---------- | ---------- | -------- | --- |
| 2000 | Zion                | 4          | 3          | 13         | 335.000+ | - Disco di platino in Germania - Disco d'oro in Austria - Disco d'oro in Svizzera                         |
| 2004 | Noiz                | 1          | 1          | 4          | 680.000+ | - Triplo disco di platino in Germania - Doppio disco di platino in Austria - Disco di platino in Svizzera |
| 2009 | Iz On               | 3          | 4          | 4          | 125.000+ | - Disco d'oro in Germania - Disco d'oro in Austria - Disco d'oro in Svizzera                              |
| 2011 | Barrikaden von Eden | 2          | 2          | 2          | 100.000+ | - Disco d'oro in Germania                                                                                 |
| 2014 | ElyZion             | 9          | 4          | 9          | -        | - |

## Singoli
| Anno | Singolo                             | Classifica | Classifica | Classifica | Vendite | Certificazione | Album                                      |
| Anno | Singolo                             | GER        | AUS        | SVI        | Vendite | Certificazione | Album                                      |
| ---- | ----------------------------------- | ---------- | ---------- | ---------- | ------- | -------------- | ------------------------------------------ |
| 2000 | Wir Haben Euch Noch Nichts Getan    | -          | -          | -          | -       | -              | Zion                                       |
| 2001 | Geh' Davon Aus                      | 2          | -          | -          | -       | -              | Zion                                       |
| 2001 | Dein Glück Liegt Mir Am Herzen      | 55         | -          | -          | -       | -              | Zion                                       |
| 2001 | Power of the Sound                  | 98         | -          | -          | -       | -              | Zion                                       |
| 2003 | Mein Name ist Mensch                | 50         | -          | -          | -       | -              | Familienalbum                              |
| 2004 | Vielleicht                          | 9          | -          | -          | -       | -              | Noiz                                       |
| 2004 | Dein Leben / Babylon System         | 42         | -          | -          | -       | -              | Noiz                                       |
| 2004 | Und Wenn Ein Lied                   | 2          | -          | -          | -       | -              | Noiz                                       |
| 2005 | Wenn Du Schläfst                    | 21         | -          | -          | -       | -              | Noiz                                       |
| 2005 | Zurück Zu Dir                       | -          | -          | -          | -       | -              | Power of the Sound (live)                  |
| 2008 | Das Hat die Welt noch nicht gesehen | 1          | -          | -          | -       | -              | Wettsingen in Schwetzingen - MTV Unplugged |